# De forbyttede ægtefolk
De forbyttede ægtefolk er en amerikansk stumfilm fra 1918 af Lloyd Ingraham.

## Medvirkende
- Mary Miles Minter - Robin Challoner
- Colin Chase - Geoffrey Challoner
- George Periolat - Judge Corcoran
- William Garwood - Norman Craig
- Margaret Shelby - Mrs. Craig
- Virginia Ware
- Carl Stockdale - Ted Doubleday
- Eugenie Forde
- Marie Morledge - Rita
- John Gough - Higgins